# Luigi Apolloni
Luigi Apolloni (Frascati, 2 de maio de 1967) é um treinador de futebol e ex-futebolista italiano, que atuava como zagueiro. Apolloni atuou pelo Parma por 13 temporadas, onde conquistou vários títulos. A nível internacional, ele integrou o elenco da seleção da Itália, vice campeã da Copa do Mundo FIFA de 1994.

## Carreira
Apolloni iniciou sua carreira pelo Lodigiani na temporada de 1983-84. No entanto, ele não atuou em nenhum jogo até se transferir para o Pistoiese, onde estreou no futebol profissional.
Após dois anos no Pistoiese, transferiu-se para o Reggiana, onde atuou por uma temporada na Série C1. Em 1987, transferiu-se para o Parma e tornou-se um membro-chave da equipe, um pilar na formação defensiva da equipe ao lado de Lorenzo Minotti. Ambos os jogadores formaram uma notável parceria defensiva, ajudando o clube a subir para a primeira divisão nacional e, eventualmente, classificando-se para competições internacionais.
Durante o período que defendeu o Parma, Apolloni conquistou duas Copa da Itália (1991–92 e 1999-00), a Taça dos Clubes Vencedores de 1992–93 e uma Supercopa da UEFA em 1993. Ele também conquistou duas Copas da UEFA em 1995 e 1999, além da Supercopa da Itália de 1999.
Em 1996, uma grave lesão o afastou do futebol por um período, Apolloni não conseguiu recuperar seu lugar na formação inicial da equipe, e se transferiu para o Verona em 1999. Encerrou sua carreira em 2001.

## Seleção Italiana
Apolloni foi convocado para integrar a seleção italiana que era treinada na época por Arrigo Sacchi, ele estreou pela seleção em 27 de maio de 1994, numa vitória por 2-0 sobre a Finlândia, coincidentemente em Parma. No geral, atuou em 15 partidas pela Itália entre 1994 e 1996, integrando o elenco da seleção vice campeã da Copa do Mundo FIFA de 1994, perdendo a final nas penalidades para o Brasil. Ele também integrou o elenco da Eurocopa de 1996, atuando na vitória sobre a Rússia e na derrota para a República Tcheca, na qual ele foi expulso. A Itália foi eliminada na primeira fase do torneio.

## Carreira como treinador
Em 2006, Apolloni seguiu o exemplo de Daniele Zoratto, e atuou como assessor do Modena. Em 2007, ele foi demitido junto com o treinador Zoratto, mas retornou ao clube em abril de 2008. Em janeiro de 2009, Apolloni foi nomeado técnico interino após a saída de Zoratto. Ele foi efetivado após conseguir salvar o clube do rebaixamento. Em sua primeira temporada completa, a equipe de Apolloni terminou em uma posição intermediária, apesar das graves questões financeiras. Em julho de 2010, ele deixou o Modena para treinar o Grosseto, clube da segunda divisão. Porém, ele foi demitido poucos meses depois. Em 2 de abril de 2012, ele foi anunciado como o novo treinador do Gubbio com contrado até o final da temporada.

## Títulos

### Parma
- Copa da Itália: 1991–92 e 1999-00
- Supercopa da Itália: 1999
- Copas da UEFA: 1994–95 e 1998–99
- Taça dos Clubes Vencedores de Taças: 1992–93
- Supercopa da UEFA: 1993

### Como treinador
- Copa da Eslovênia: 2013-2014
- Serie D: 2015-2016